# Ilja Rabinovič
Ilja Rabinovič (11. května 1891, Petrohrad – 23. dubna 1942 Perm) byl ruský, později sovětský šachista, mistr Ruska v šachu v roce 1914, mistr SSSR v letech 1934/35, mistr Petrohradu v roce 1920 a trojnásobný mistr Leningradu (1925, 1928, 1940). Byl také šachovým teoretikem, spisovatelem, novinářem. Vzděláním byl učitel matematiky.

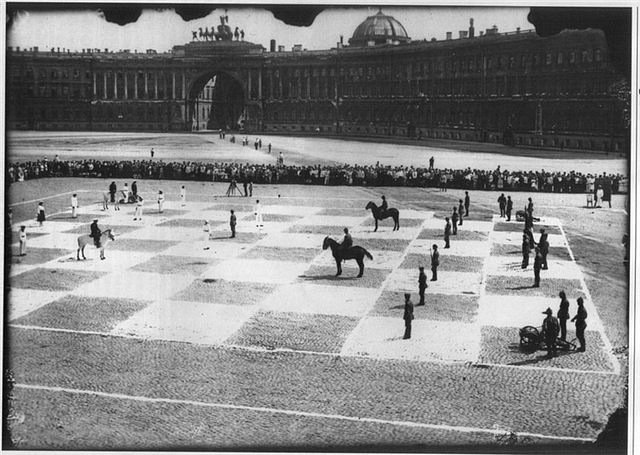
Lidský šach na Palácovém náměstí v roce 1924

Dne 20. července 1924 odehrál na Palácovém náměstí v Leningradu partii v lidském šachu proti Petru Romanovskému.
Byl prvním sovětským šachistou, který se zúčastnil turnaje mimo SSSR: v roce 1925 hrál na turnaji v německém Baden-Baden. Skončil zde sedmý.
Napsal knihu Endshpil. Tu Capablanca i Aljechin označili za výbornou. Je také autorem knihy The Russian Endgame Handbook: A Modern Classic.